# Cichlasoma grammodes
Cichlasoma grammodes és una espècie de peix de la família dels cíclids i de l'ordre dels perciformes.

## Morfologia
Els mascles poden assolir els 20,3 cm de longitud total.

## Distribució geogràfica
Es troba a la zona atlàntica de Mèxic i Guatemala.